# Оджалеши
Оджалеши — красноягодный сорт винограда, распространённый в Лечхуми (Грузия). Известен с древнейших времен. В Мегрелии носит наименования сванури и шонури. Входит в эколого-географическую группу сортов винограда бассейна Чёрного моря. Из оджалеши производятся природно-полусладкие вина и сухие вина. При применении соответствующей технологии можно получить высококачественные десертные вина типа портвейн и кагор.

## История
Ранее ошибочно считалось, что оджалеши — это мерло, давно привезённый в Грузию. Однако сходства этих двух сортов по морфологическим признакам не обнаружено. Сорт активно возделывался в Западной Грузии, частности в Гегечкорском, Зугдидском, Цхакаевском и Чхороцкусском районах, до появления грибковых заболеваний и филлоксеры.

## Основные характеристики
Цветок обоеполый. Грозди мелкие короткоконические, встречаются крылатые. Плотность гроздей средняя.
Ягоды среднего размера, округлые, бывают также немного овальными или сплюснутыми. Цвет ягод темно-синий, почти чёрный. Восковой налёт сизый. Кожица ягод толстая и грубая. Мякоть жёсткая, расплывается, немного тягучая приятного вкуса. Сорт позднего созревания.
Продолжительность вегетационного периода 233—240 дней. Плодоносит на второй год после высадки саженцами, полный урожай получают на 4—5 год. Культивируется на деревьях (форма Маглари), при этом урожайность сорта достигает 4,5—4,8 т/га. При возделывании на шпалере с уплотненной посадкой, одностороннем кордоне (постоянные вытянутые горизонтально ветви) и применении короткой обрезки получают урожай 5 т/га. Лучшей формировкой для сорта считается двусторонняя с двумя плодовыми звеньями. Съемная зрелость наступает при достижении сахаристости 17—24%.
Подвоями для оджалеши служат рипариа х рупестрис 3306 и рипариа х рупестрис 3309.
Сорт неустойчив к оидиуму и филлоксере.

## Вино
Вина высокого качества из этого сорта винограда вырабатываются в нагорной полосе Мегрелии, особенно выделяются среди них вина из селений Ваха, Салхино, Чачхури, Тамакони, Таргамбули — здесь оджалеши возделывается на известковых почвах. Вина из винограда сорта оджалеши отличаются интенсивной окраской, высокой плотностью (экстрактивностью). Вкус гармоничный, приятный с ощущением свежести, сортовой аромат выраженный.
В настоящее время из оджалеши готовится природно-полусладкое вино «Оджалеши».